# Râul Cisla
Râul Cisla este un curs de apă, afluent al râului Elan. 